# Stefan Veličkov
Stefan Veličkov (bulharskou cyrilicí Стефан Величков) (* 15. února 1949, Pleven) je bývalý bulharský fotbalista, levý obránce. Po skončení aktivní kariéry působil jako trenér.

## Fotbalová kariéra
V bulharské lize hrál za PFK Spartak Pleven, Etar Veliko Tarnovo a CSKA Sofia. S CSKA Sofia získal dva mistrovské tituly. V Poháru vítězů pohárů nastoupil v 1 utkání. Za bulharskou reprezentaci nastoupil v letech 1971–1974 ve 22 utkáních a dal 1 gól. Byl členem bulharské reprezentace na Mistrovství světa ve fotbale 1974, nastoupil ve všech 3 utkáních.

## Ligová bilance
| Ročník                                | Zápasy | Góly | Klub                |
| ------------------------------------- | ------ | ---- | ------------------- |
| 2. bulharská fotbalová liga 1966/1967 | -      | 0    | PFK Spartak Pleven  |
| 1. bulharská fotbalová liga 1967/1968 | -      | 0    | PFK Spartak Pleven  |
| 1. bulharská fotbalová liga 1968/1969 | -      | 0    | PFK Spartak Pleven  |
| 2. bulharská fotbalová liga 1969/1970 | -      | -    | Akademik Svištov    |
| 1. bulharská fotbalová liga 1970/1971 | -      | 0    | Etar Veliko Tarnovo |
| 1. bulharská fotbalová liga 1971/1972 | -      | 0    | Etar Veliko Tarnovo |
| 1. bulharská fotbalová liga 1972/1973 | -      | 0    | Etar Veliko Tarnovo |
| 1. bulharská fotbalová liga 1973/1974 | -      | 0    | Etar Veliko Tarnovo |
| 1. bulharská fotbalová liga 1974/1975 | 22     | 1    | CSKA Sofia          |
| 1. bulharská fotbalová liga 1975/1976 | 10     | 0    | CSKA Sofia          |
| 2. bulharská fotbalová liga 1976/1967 | -      | 0    | PFK Spartak Pleven  |
| 2. bulharská fotbalová liga 1977/1968 | -      | 0    | PFK Spartak Pleven  |
| 1. bulharská fotbalová liga 1978/1979 | -      | 0    | PFK Spartak Pleven  |
| 1. bulharská fotbalová liga 1979/1980 | -      | 0    | PFK Spartak Pleven  |
| CELKEM 1. bulharská fotbalová liga    | -      | -    |                     |